# Milford (Delaware)
Pour les articles homonymes, voir Milford.
La ville de Milford est située dans les comtés de Kent et Sussex, dans l’État du Delaware, aux États-Unis. Sa population s’élevait à 9 559 habitants lors du recensement de 2010, estimée à 10 979 habitants en 2016.

## Démographie
| 1860  | 1870  | 1880  | 1890  | 1900  | 1910  |
| ----- | ----- | ----- | ----- | ----- | ----- |
| 1 178 | 1 150 | 1 240 | 2 555 | 2 500 | 2 603 |

| 1920  | 1930  | 1940  | 1950  | 1960  | 1970  |
| ----- | ----- | ----- | ----- | ----- | ----- |
| 2 703 | 3 719 | 4 214 | 5 179 | 5 795 | 5 314 |

| 1980  | 1990  | 2000  | 2010  | - | - |
| ----- | ----- | ----- | ----- | - | - |
| 5 366 | 6 040 | 6 732 | 9 559 | - | - |

## Source
- (en) Cet article est partiellement ou en totalité issu de l’article de Wikipédia en anglais intitulé « Milford, Delaware » (voir la liste des auteurs).